# Izalzu
Izalzu (baskijski: Itzaltzu) – gmina w Hiszpanii, w Nawarze, o powierzchni 7,45 km². W 2011 roku gmina liczyła 50 mieszkańców.